# Soligalitj
Soligalitsj (russisk: Солига́лич, tr. Soligalitsj) er en by i Kostroma oblast i Rusland. Byen ligger på højre bred af floden Kostroma, omkring 170 km nordøst for Kostroma.

## Historie
Byen opstod som et center for saltudvinding, som forsynede Rusland og store dele af Skandinavien med salt. Saltværkene blev første gang nævnt i Ivan Kalitas testamente som Sol-Galitskaja (russisk: Соль-Галицкая, dansk: ~ Galitsj Salt).
I slutningen af 1300-tallet var saltværkene i familien Dmitrij Sjemjakas eje, og sikrede ham indtægter til at kunne føre en langvarig krig om kontrollen med Moskva. I 1450 blev både Galitsj og Soligalitsj erobret af storfyrste Vasilij II af Moskva. På 1500-tallet blev saltværkene udnyttet af klosteret Troitse-Sergijeva og fem andre klostre. Bosætningen blev gentagende gange plyndret af Kazantatarer og udmurtere.
I 1609 blev Soligalitsj sæde for en vojvod. Byen blev igen plyndret af en af de polske hære som strerjfede rundt i Rusland under Forvirringens tid. I 1649 blev træbyen ødelagt av brand. Mot slutningen af 1600-tallet blev flere kirker genopbygget i sten, og de står den dag i dag.
I 1708 blev Soligalitsj en del af Arkhangelsk guvernement. Halvfjerds år senere blev det separate Kostroma guvernement oprettet, med Soligalitsj som et af ujezd-centrene.